# عملية شجرة الميلاد
كانت عملية شجرة الميلاد (شجرة التنوب) والمعروفة باسم عملية تانينباوم وسابقًا باسم عملية «كرون» Grün (الخضراء)،  غزوًا مخططًا لسويسرا من قبل ألمانيا وإيطاليا خلال الحرب العالمية الثانية لكن العملية تم إلغاؤها ولم تنفّذ.
قبل اندلاع الحرب العالمية الثانية، أكّد أدولف هتلر مراراً بأن ألمانيا تحترم الحياد السويسري في حالة نشوب صراع عسكري في أوروبا. وفي فبراير 1937، قال للمستشار الفيدرالي السويسري إدموند شولثيس: «في كل الأوقات، مهما حدث، سنحترم حرمة سويسرا وحيادها»، مكررًا هذا الوعد قبل فترة قصيرة من الغزو النازي لبولندا. كانت هذه مناورات سياسية بحتة تهدف إلى ضمان سلبية سويسرا. خططت ألمانيا النازية لإنهاء استقلال سويسرا واحتلالها بعد أن هزمت أعدائها الرئيسيين في القارة.

## المواقف النازية تجاه سويسرا
في اجتماع عقده مع زعيم إيطاليا الفاشية، بينيتو موسوليني، مع وزير الخارجية، جاليزو سيانو، في يونيو 1941، أدلى هتلر بتصريح حول سويسرا:
«سويسرا إمتلكت أقذر وأكثر ناس ونظام سياسي إثارة للإشمئزاز. السويسريون كانوا العدو القاتل لألمانيا الجديدة».
في أغسطس 1942، وصف هتلر سويسرا على أنها «بثرة على وجه أوروبا» ولا يحق لها الوجود كدولة، وشجب الشعب السويسري بوصفه على أنه «فرع ضالّ لشعبنا». من وجهة نظر النازية، كانت سويسرا، بوجودها كديمقراطية صغيرة متعددة اللغات وشعور الناطقين باللغة الألمانية بتقارب مع مواطنيهم الناطقين بالفرنسية السويسريين أكثر من تجاه إخوانهم الألمانية عبر الحدود، مناقضاً للدولة العنصرية المتجانسة والمجتمعة لـ «ولاية الزعيم» التي أرادها هتلر. إعتقد هتلر أيضًا أن الدولة السويسرية إستغلت ضعف الإمبراطورية الرومانية المقدسة المؤقتة ونشأت بإستغلال ذلك الضعف، لكن بعد أن تمت إعادة تأسيس القوة الألمانية بعد السيطرة الاشتراكية الوطنية، يجب ألا تبقى دولة مستقلة باسم سويسرا.
على الرغم من احتقار هتلر للسويسريين الألمان ذوي التفكير الديمقراطي باعتباره «الفرع الضال للشعب الألماني»، إلا أنه إعترف بهم كألمان. علاوة على ذلك، فإن الأهداف السياسية لعموم ألمانيا للحزب النازي دعت إلى توحيد جميع الألمان في ألمانيا الكبرى بشكل علني، ولم تستثني الشعب السويسري. ذكر الهدف الأول للبرنامج الوطني الاشتراكي المكون من 25 نقطة أن «نحن [الحزب الاشتراكي الوطني] نطالب بتوحيد جميع الألمان في ألمانيا الكبرى على أساس حق الشعب في تقرير المصير».
أما في خرائط ألمانيا الكبرى، شملت الكتب المدرسية الألمانية مناطق هولندا وبلجيكا والنمسا وبوهيميا مورافيا والأجزاء الناطقة بالألمانية في سويسرا وغرب بولندا من دانزيغ (غدانسك الآن) إلى كراكوف وتجاهلت تلك الخرائط وضع سويسرا كدولة ذات سيادة، أظهرت تلك الخرائط هذه المناطق كمناطقGau ألمانية. صرّح مؤلف واحد من هذه الكتب، إيفالد بانز: «ممن الطبيعي أن نعتبركم أيها السويسريون فرعاً للأمة الألمانية، جنباً إلى جنب مع الهولنديين، والفلمنجيون، وصليبيو اللورين، والألزاسي، والنمساويين والبوهيميين   ... في يوم من الأيام سنجتمع كلنا حول لافتة واحدة، وكل من يرغب في الانفصال عناّ، سنبيده!»  كان النازيون يتحدثون عن النية الألمانية«لتوسيع حدود ألمانيا لغاية حدود الإمبراطورية الرومانية المقدسة القديمة، وحتى خارجها.» 
على الرغم من كونه لا يتماشى سياسيا مع النازيين حتى لو قدمت أفكاره لهم الدعم الفكري، فقد دافع الجيوسياسي كارل هوشوفر أيضًا لصالح تقسيم سويسرا بين البلدان المحيطة بها في أعماله، بحيث يتم منح روماندي (المنطقة من سويسرا التي يتكلم سكانها الفرنسية) المعروفة بـ (ويلشلاند) لـفرنسا الفيشية، تيسينو إلى إيطاليا، وشمال سويسرا ووسطها وشرقها إلى ألمانيا.

## الاستعدادات العسكرية
وافقت الحكومة السويسرية [بحاجة لتوضيح] على زيادة الإنفاق الدفاعي، بقسط أولي بيقمة 15 مليون فرنك سويسري (من إجمالي ميزانية متعددة السنوات من 100 مليون فرنك سويسري) لتحديث القوات المسلحة. مع تخلي هتلر عن معاهدة فرساي في عام 1935، إزداد هذا الإنفاق إلى 90 مليون فرنك. أصبحت K31 بندقية المشاة ذات الإصدار القياسي في عام 1933، وكانت متفوقة على كار98 الألمانية بسهولة الاستخدام والدقة والوزن. بحلول نهاية الحرب العالمية الثانية، كان من المقرر إنتاج ما يقرب من 350,000 بندقية.  
لدى سويسرا شكل فريد من التكتيكات العسكرية. في وقت السلم، لا يوجد ضابط برتبة أعلى من كوربسكوماندانت (جنرال 3 نجوم). ومع ذلك، في أوقات الحرب وفي أوقات «الحاجة» ينتخب بوندسفيرساملونج جنرال عام لقيادة الجيش والقوات الجوية. في 30 أغسطس 1939، تم انتخاب هنري جيسان كجنرال ، بأغلبية 204 أصوات من أصل 227. ثم بدأت الإستعدادات للحرب.
بعد يومين من انتخابه، غزا الفيرماخت بولندا وبدأت الحرب العالمية الثانية، دعا جيسان إلى تعبئة عامة وأصدرت قيادة العمليات القرار رقم 1 ، ما كان ليصبح سلسلة من الخطط الدفاعية المتطورة. خصصت هذه الخطة الأولى فرق الجيش الثلاثة الموجودة في الشرق والشمال والغرب من سويسرا، مع وجود احتياطيات في وسط وجنوب البلاد. أبلغ جيسان المجلس الفيدرالي في 7 سبتمبر أنه بحلول الوقت الذي أعلنت فيه بريطانيا الحرب على ألمانيا، «كان جيشنا بأكمله في مواقعه التشغيلية لمدة عشر دقائق.» كما رفع رئيس هيئة الأركان العامة سن اللياقة للخدمة من 48 إلى 60 عامًا (على أن يشكّل الرجال من هذه الأعمار وحدات لاندستورم الخلفية)، وأمر بتشكيل فيالق جيش جديد تمامًا يضم 100,000 رجل.
بدأت ألمانيا بالتخطيط لغزو سويسرا في 25 يونيو 1940، وهو اليوم الذي استسلمت فيه فرنسا. في هذه المرحلة، كان الجيش الألماني في فرنسا يتكون من ثلاث مجموعات مع مليوني جندي في 102 فرقة. اعترافًا بأن سويسرا وليختنشتاين كانتا محاصرتين من قبل فرنسا المحتلة ودول المحور، أصدر جيسان قيادة العمليات القرار رقم 10 ، إصلاحا للخطط الدفاعية السويسرية القائمة. في هذه الخطة، ستكون قلعة سان موريس وممر غوتهارد في الجنوب وقلعة سارجانس في الشمال الشرقي بمثابة خط الدفاع والاعتماد على جبال الألب كحصن [بحاجة لتوضيح] . كان على فيلق الجيش السويسري الثاني والثالث والرابع القيام بعمليات تأخيرللألمان على الحدود، وعلى من يستطيع العودة إلى ملجأ جبال الألب المعروف باسم الحصن الوطني . ومع ذلك، فإن جميع المراكز السكانية تقع في السهول المسطحة في شمال البلاد. يجب أن يتم التخلي عنهم للقوات الألمانية حتى تبقى بقية البلاد.
بعد الهدنة مع فرنسا، طلب هتلر رؤية خطط لغزو سويسرا. يتذكر فرانز هالدر، رئيس القيادة العليا للجيوش الألمانية (OKH): «كنت أسمع باستمرار عن تفجر غضب هتلر ضد سويسرا، والتي، بالنظر إلى عقليته، ربما كادت تؤدي في أية لحظة إلى القيام بأنشطة عسكرية للجيش». ثم قدّم الكابتن أوتو فيلهلم كورت فون مينجز من OKH مشروع خطة للغزو على أن ينفذ الهجوم الذي شنه الجنرال " فيلهلم ريتر <i id="mwmg">" من فريق "</i> هيريسجروب <i id="mwmg">"</i> (HGr. C) بقيادة الجنرال "جنرال فيلهلم " والجيش الثاني عشر. قام ليب نفسه شخصيا باستكشاف التضاريس، ودرس الطرق المثلى للغزو وأقل مسارات للمقاومة. أشار مينجز في خطته إلى أن المقاومة السويسرية كانت غير مرجحة وأن عملية آنشلوس العسكرية من دون عنف كانت النتيجة الأكثر ترجيحًا. وكتب "مع الوضع السياسي الحالي في سويسرا«، فإنه قد ينضم إلى مطالب الإنذار بطريقة سلمية، بحيث بعد عبور الحدود بطريقة شبيهة بالحرب يجب ضمان الاجتياخ بشكل سلمي».
استمرت الخطة الألمانية في المراجعة حتى أكتوبر، عندما قدم الجيش الثاني عشر مسودة رابعة، تسمى الآن عملية شجرة الميلاد. كانت الخطة الأصلية قد إقترحت التنفيذ من قبل 21 فرقة ألمانية، ولكن تم تخفيض هذا الرقم إلى 11 من قبل OKH. درس هالدر نفسه المناطق الحدودية، وخلص إلى أن «حدود جورا لا تقدم أي قاعدة مواتية للهجوم. لأن طبيعة سويسرا التي ترتفع في موجات متتالية من التضاريس المغطاة بالغابات عبر المحورالمقرر للهجوم. ونقاط العبور على نهر الدوبس على الحدود قليلة؛ موقف الجبهات السويسرية على الحدود قوي». فقرر تنفيذ خدعة مشاة في جورا من أجل إخراج الجيش السويسري ثم الضرب في العمق، كما حدث في فرنسا. مع وجود 11 فرقة ألمانية وحوالي 15 فرقة إيطالية أخرى مستعدة للدخول من الجنوب، كانت خطط قوى المحور غزو سويسرا بما يتراوح بين 300,000 و 500,000 رجل.
لأسباب لا تزال مجهولة، لم يأمر هتلر أبدًا بتنفيذ الغزو. إحدى النظريات تقول أن سويسرا المحايدة كانت ستكون مفيدة لإخفاء الذهب المحور ولجعلها ملاذاً لمجرمي الحرب في حالة الهزيمة. قد يفسر هذا أيضًا اعتراف ألمانيا المستمر بحياد السويد. إحدى التفسيرات الأكثر بساطة هو أنه كان هناك مكسب استراتيجي ضئيل في قهر سويسرا، في حين أن حرب جبلية طويلة ومكلفة قد تكون ناجمة عن ذلك. على الرغم من أن الفيرماخت تظاهر بالتحركات ضد سويسرا للهجوم عليها، إلا أنه لم يحاول أبدًا غزوها. بعد يوم النصر، تم تعليق عملية شجرة الميلاد، وبقيت سويسرا محايدة طوال فترة الحرب.

## الخطط الألمانية لحكم نازي في سويسرا
كان الهدف السياسي لألمانيا في الغزو المتوقع لسويسرا هو استعادة الجزء الأكبر من السكان السويسريين «المناسبين عرقياً» للشعب الألماني، وهَدَفَ لضم مباشر للرايخ الألماني أوعلى الأقل إلى أجزائه الألمانية المنتمية إلى عرقيات أخرى.
مع وضع هذا الهدف في الاعتبار، ناقش هاينريش هيملر في سبتمبر 1941 مع مرؤوسه، جوزيف بيرغر، مدى ملائمة أشخاص لشغل منصب مفوّض الرايخ من أجل «لم شمل» سويسرا مع ألمانيا. هذا المسؤول الذي لم يتم اختياره بعد كان من شأنه أن يضطلع بمهمة تسهيل الاندماج التام بين الشعبين السويسري والألماني.
هناك وثيقة تحمل اسم «الإجراء إس»، موجودة في ملفات هيملر، وفيها تفصيل بإسهاب عن العملية المخطط لها لإنشاء حكم نازي في سويسرا من الغزو الأولي الذي كان منوطاً بالفيرماخت حتى توحيده الكامل كمقاطعة ألمانية. لا يُعرف ما إذا كانت هذه الخطة قد أقرها أي من أعضاء الحكومة الألمانية رفيعي المستوى.
بعد الهدنة الثانية في كومبين في يونيو 1940، أصدرت وزارة داخلية الرايخ مذكرة بشأن ضم قطاع شرق فرنسا من مصب نهر السوم إلى بحيرة جنيف، القصد من هذا لإستعماله كاحتياطي للاستعمار الألماني في فترة ما بعد الحرب. كان من المفترض أن يوافق تقسيم سويسرا المزمع مع هذه الحدود الفرنسية-الألمانية الجديدة، مع ضم منطقة روماندي الناطقة بالفرنسية إلى الرايخ على الرغم من الاختلاف اللغوي.

### التدخل الإيطالي
كانت إيطاليا حليفة ألمانيا في زمن الحرب العالمية الثانية، وكانت تحت حكم بينيتو موسوليني، ترغب في أن تكون المناطق الناطقة بالإيطالية في سويسرا جزءًا من إيطاليا إيريدينتا التي أرادته، وخاصة كانتون تيسينو السويسري. خلال جولته في مناطق جبال الألب الإيطالية، أعلن لحاشيته أن «أوروبا الجديدة   ... لا يمكن أن تحتوي على أكثر من أربع أو خمس ولايات كبيرة؛ الصغار ليس لديهم سبب للوجود ويجب أن يختفوا».
تمت مناقشة مستقبل سويسرا في أوروبا التي يسيطر عليها المحور في مؤتمر عام 1940 بين وزير الخارجية الإيطالي جالاتسو سيانو ووزير الخارجية الألماني يواكيم فون ريبنتروب، حضره هتلر. اقترح سيانو أنه في حالة حل سويسرا، ينبغي تقسيمها على طول السلسلة المركزية لجبال الألب الغربية، لأن إيطاليا ترغب في أن تكون المناطق الواقعة جنوب خط الترسيم هذا جزءًا من أهداف الحرب الخاصة بها. وكان ذلك شأنه أن يجعل إيطاليا تسيطر على تيسينو وفاليه وغراوبوندن.